# ギヤ・ブルーズ
『ギヤ・ブルーズ』（GEAR BLUES）は日本のロックバンド、thee michelle gun elephantの4thアルバム。1998年11月25日、日本コロムビアよりリリース。

## 解説
- 前作より約1年ぶりのリリースとなるアルバム。
- 9thシングルの「アウト・ブルーズ」は未収録となっている。海外盤では最後にジェニー（「スモーキン・ビリー」c/w）が追加されている。

## 収録曲
| 全作詞・作曲: チバユウスケ（#8はインストなので除く）、全編曲: thee michelle gun elephant。 |                                                            |                                         |                                         |      |
| #                                                                                          | タイトル                                                   | 作詞                                    | 作曲・編曲                              | 時間 |
| 1.                                                                                         | 「ウエスト・キャバレー・ドライブ」(WEST CABARET DRIVE)     | チバユウスケ （#8はインストなので除く） | チバユウスケ （#8はインストなので除く） | 5:28 |
| 2.                                                                                         | 「スモーキン・ビリー」(SMOKIN' BILLY)                      | チバユウスケ （#8はインストなので除く） | チバユウスケ （#8はインストなので除く） | 3:26 |
| 3.                                                                                         | 「サタニック・ブン・ブン・ヘッド」(SATANIC BOOM BOOM HEAD) | チバユウスケ （#8はインストなので除く） | チバユウスケ （#8はインストなので除く） | 2:52 |
| 4.                                                                                         | 「ドッグ・ウェイ」(DOG WAY)                                | チバユウスケ （#8はインストなので除く） | チバユウスケ （#8はインストなので除く） | 3:18 |
| 5.                                                                                         | 「フリー・デビル・ジャム」(FREE DEVIL JAM)                 | チバユウスケ （#8はインストなので除く） | チバユウスケ （#8はインストなので除く） | 2:43 |
| 6.                                                                                         | 「キラー・ビーチ」(KILLER BEACH)                           | チバユウスケ （#8はインストなので除く） | チバユウスケ （#8はインストなので除く） | 5:13 |
| 7.                                                                                         | 「ブライアン・ダウン」(BRIAN DOWN)                         | チバユウスケ （#8はインストなので除く） | チバユウスケ （#8はインストなので除く） | 4:48 |
| 8.                                                                                         | 「ホテル・ブロンコ」(HOTEL BRONCO)                         | チバユウスケ （#8はインストなので除く） | チバユウスケ （#8はインストなので除く） | 1:44 |
| 9.                                                                                         | 「ギヴ・ザ・ガロン」(GIVE THE GALLON)                      | チバユウスケ （#8はインストなので除く） | チバユウスケ （#8はインストなので除く） | 5:18 |
| 10.                                                                                        | 「G.W.D」                                                  | チバユウスケ （#8はインストなので除く） | チバユウスケ （#8はインストなので除く） | 3:55 |
| 11.                                                                                        | 「アッシュ」(ASH)                                          | チバユウスケ （#8はインストなので除く） | チバユウスケ （#8はインストなので除く） | 3:37 |
| 12.                                                                                        | 「ソウル・ワープ」(SOUL WARP)                              | チバユウスケ （#8はインストなので除く） | チバユウスケ （#8はインストなので除く） | 4:17 |
| 13.                                                                                        | 「ボイルド・オイル」(BOILED OIL)                           | チバユウスケ （#8はインストなので除く） | チバユウスケ （#8はインストなので除く） | 4:12 |
| 14.                                                                                        | 「ダニー・ゴー」(DANNY GO)                                 | チバユウスケ （#8はインストなので除く） | チバユウスケ （#8はインストなので除く） | 4:56 |
| 合計時間:                                                                                  | 合計時間:                                                  | 55:47                                   |                                         |      |

## 楽曲について
1. ウエスト・キャバレー・ドライブ WEST CABARET DRIVE
2. スモーキン・ビリー SMOKIN' BILLY
10thシングル曲。
3. サタニック・ブン・ブン・ヘッド SATANIC BOOM BOOM HEAD
途中から曲調ががらりと変わるインスト曲。チバがタイトルを連呼しているが、メンバーは「声も楽器の一部として捉えている」と雑誌インタビューで発言したことがあり、歌物とは一線を画すようだ。
4. ドッグ・ウェイ DOG WAY
5. フリー・デビル・ジャム FREE DEVIL JAM
曲の一部で、ドラムのクハラカズユキがボーカルとしても参加をしている。
6. キラー・ビーチ KILLER BEACH
7. ブライアン・ダウン BRIAN DOWN
8. ホテル・ブロンコ HOTEL BRONCO
インスト曲ではあるが、曲中で「サノバビッチ (Son of a bitch)」という声が入っている。
9. ギヴ・ザ・ガロン GIVE THE GALLON
10. G.W.D
8thシングル。表記はないがアルバムバージョン。シングルバージョン（ロンドンで録音）を東京で録音しなおしたもの。「東京Version」などと呼ばれる。
シングルVer.では曲の頭がベースリフから始まるのに対し、アルバムVer.では叫び声から始まる。
11. アッシュ ASH
12. ソウル・ワープ SOUL WARP
13. ボイルド・オイル BOILED OIL
14. ダニー・ゴー DANNY GO
ライブ終盤、もしくはアンコールで演奏されることが多かった。TMGEの曲の中でも最も人気の高かった曲の１つ。アナログ盤ではアウトロが追加されており、ベストアルバム「THEE GREATEST HITS」にはこのバージョンで収録されている。